# ブライアン・ウォーレン
ブライアン・リチャード・ウォーレン（Brian Richard Warren、1967年4月26日 - ）は、アメリカ合衆国マサチューセッツ州プリマス郡出身の元プロ野球選手（投手）。
台湾球界での登録名は、中信では畢来力、興農では勇豐年。韓国球界での登録名は、워렌。

## 経歴
1990年のMLBドラフト43巡目でデトロイト・タイガースに指名されて契約。以後、1994年にシンシナティ・レッズ、1997年にテキサス・レンジャーズと渡り歩くがメジャー昇格することはなく、1998年に中華職業棒球聯盟（CPBL）の和信ホエールズに入団。
和信では23試合47投球回を投げ、4勝1敗2セーブ、防御率2.49という好成績を残す。そのことが評価され、同年6月に千葉ロッテマリーンズに入団。河本育之の故障のため、抑え投手として活躍し、1999年には最優秀救援投手に輝く。
不正投球疑惑、他球団への挑発、高額年俸要求など、素行は問題視されたものの、動く速球と抜群の制球力で活躍。翌2000年は安定感を欠くようになり、不振に苦しむとセットアッパーの小林雅英と配置転換。小林が安定した投球を見せる一方、以降も復調の気配がなく退団となった。
2001年は、メジャーリーグ入りを目指してスプリングトレーニングに参加したが昇格はならず。シーズン途中に、不振により退団したホセ・ヌーニェスの代役として韓国プロ野球（KBO）のハンファ・イーグルスに入団したが、自らも不振でシーズン途中で退団し、メキシカンリーグでプレーした。
2002年と2003年はどこのチームにも所属せず、2004年はアメリカ独立リーグのブリッジポート・ブルーフィッシュとCPBLの興農ブルズ、2005年は再びブリッジポートでプレーし、同年限りで現役引退。2006年から2008年まで同チームの投手コーチを務めた。
2009年、ボルチモア・オリオールズの国際スカウトに就任した。

## 人物
テレビカメラの前でおどけて見せたり、試合終了後に興奮して、捕手やチームメイトや監督と激しくハイタッチし、アニマル・レスリーの再来とも言われた。

### 不正投球疑惑
ロッテ在籍最終年の2000年6月28日、西武ライオンズからボールに傷をつけているのではとの不正投球の疑惑を受けた。
翌日（6月29日）、試合前の練習でグラブにハサミ、カッター、やすりなどぶらさげて、皮肉もこめて抗議した。同日の対西武戦（千葉マリンスタジアム）では1点リードの9回表に登板したが、疑惑の影響で山﨑夏生球審が投球練習時からボールチェックを行った。そして、試合が再開されても、先頭の大友進へのボールが鋭く変化すると、また山崎がボールチェックを行う。大友を三振に打ち取り、続く小関竜也が空振りしたボールでも山﨑はボールチェックを行い、さらには新しいボールに交換する際、山﨑はボールを三塁側の西武ベンチ方向へ転がした。これに堪りかねた山本功児監督は「チェックが執拗過ぎる」と山崎に抗議を行い（結局この回のボールチェックは4回、ボールチェンジも3回に及んだ）、ウォーレンもライトスタンドのマリーンズファンを煽り、ライトスタンドからは「ウォーレンコール」が湧き上がる。そして、一塁線ゴロ捕球の際に走る小関と接触して転倒させた形になって、両軍が飛び出す騒ぎになっていた（打球はファウルボールとなった）。そして、試合が再開され、小関も打ち取り、続く貝塚政秀に対しても、投球動作に入った後にタイムを掛けられる。苛立った末に、貝塚から三振を奪い、ゲームセットとなった直後に西武ベンチに向かって中指を突き立てるポーズを行い、後日、パシフィック・リーグから「今度同じ行為をしたら追放処分もあり得る」と厳重注意処分を受けている。
なおこのシーンは同年の珍プレー番組にも多く取り上げられたが、メディアによって取り上げられ方に温度差があり、代表的なものとして、フジテレビのプロ野球珍プレー好プレー大賞では指の部分にモザイク処理が掛けられていたが、日本テレビの勇者のスタジアム・プロ野球好珍プレーではモザイクなどの処理は施されておらず、逆に「ファックサイン」のテロップが出されるなど行為が強調されていた。
「つい興奮してやってしまった」とは本人の弁で、西武ベンチには後日、選手会長と謝罪に訪れたといい、不正投球について本人はあくまで否定していた。
西武の他、前年の1999年には大阪近鉄バファローズから「紙やすりでボールに傷をつけている」との告発を受け、さらに福岡ダイエーホークスからも「必要以上にロジンバッグの粉を付けている」という抗議を受けた。

## 詳細情報

### 年度別投手成績
| 年 度     | 球 団     | 登 板 | 先 発 | 完 投 | 完 封 | 無 四 球 | 勝 利 | 敗 戦 | セ 丨 ブ | ホ 丨 ル ド | 勝 率 | 打 者 | 投 球 回 | 被 安 打 | 被 本 塁 打 | 与 四 球 | 敬 遠 | 与 死 球 | 奪 三 振 | 暴 投 | ボ 丨 ク | 失 点 | 自 責 点 | 防 御 率 | W H I P |
| --------- | --------- | ----- | ----- | ----- | ----- | -------- | ----- | ----- | -------- | ----------- | ----- | ----- | -------- | -------- | ----------- | -------- | ----- | -------- | -------- | ----- | -------- | ----- | -------- | -------- | ------- |
| 1998      | 和信      | 23    | 0     | 0     | 0     | 0        | 4     | 1     | 2        | 0           | .800  | 207   | 47.0     | 43       | 1           | 14       | 1     | 3        | 44       | 3     | 0        | 20    | 13       | 2.49     | 1.21    |
| 1998      | ロッテ    | 24    | 0     | 0     | 0     | 0        | 2     | 1     | 3        | --          | .667  | 109   | 29.0     | 18       | 0           | 8        | 0     | 2        | 9        | 2     | 0        | 3     | 3        | 0.93     | 0.90    |
| 1999      | ロッテ    | 49    | 0     | 0     | 0     | 0        | 1     | 2     | 30       | --          | .333  | 206   | 54.1     | 38       | 1           | 7        | 2     | 3        | 25       | 1     | 0        | 14    | 11       | 1.82     | 0.83    |
| 2000      | ロッテ    | 36    | 0     | 0     | 0     | 0        | 3     | 2     | 16       | --          | .600  | 177   | 41.1     | 45       | 4           | 12       | 1     | 2        | 24       | 3     | 0        | 22    | 20       | 4.35     | 1.38    |
| 2001      | ハンファ  | 11    | 0     | 0     | 0     | --       | 2     | 1     | 3        | --          | .667  | 67    | 14.2     | 17       | 0           | 9        | 2     | 1        | 6        |       |          | 9     | 7        | 4.30     | 1.77    |
| 2004      | 興農      | 9     | 0     | 0     | 0     | 0        | 0     | 1     | 5        | 0           | .000  | 54    | 12.0     | 15       | 3           | 5        | 0     | 1        | 4        | 3     | 0        | 8     | 7        | 5.25     | 1.67    |
| NPB：3年  | NPB：3年  | 109   | 0     | 0     | 0     | 0        | 6     | 5     | 49       | --          | .545  | 492   | 124.2    | 101      | 5           | 27       | 3     | 7        | 58       | 6     | 0        | 39    | 34       | 2.45     | 1.03    |
| CPBL：2年 | CPBL：2年 | 32    | 32    | 0     | 0     | 0        | 4     | 2     | 7        | 0           | .667  | 261   | 59.0     | 58       | 4           | 19       | 1     | 4        | 48       | 6     | 0        | 28    | 20       | 3.05     | 1.30    |
| KBO：1年  | KBO：1年  | 11    | 0     | 0     | 0     | --       | 2     | 1     | 3        | --          | .667  | 67    | 14.2     | 17       | 0           | 9        | 2     | 1        | 6        |       |          | 9     | 7        | 4.30     | 1.77    |

- 各年度の太字はリーグ最高

### タイトル
NPB
- 最優秀救援投手：1回 （1999年）

### 表彰
NPB
- ファイアマン賞：1回 （1999年）

### 記録
NPB
- オールスターゲーム出場：1回 （1999年）
- 初登板：1998年7月10日、対日本ハムファイターズ13回戦（千葉マリンスタジアム）、7回表に2番手で救援登板、2回無失点
- 初奪三振：同上、7回表に野口寿浩から
- 初勝利：1998年7月16日、対福岡ダイエーホークス15回戦（福岡ドーム）、8回裏2死に3番手で救援登板・完了、1回1/3を無失点
- 初セーブ：1998年7月26日、対オリックス・ブルーウェーブ17回戦（グリーンスタジアム神戸）、8回裏に2番手で救援登板・完了、2回無失点

### 背番号
- 13 （1998年 - 同年途中）
- 43 （1998年途中 - 2000年、2004年）
- 19 （2001年）